# Жовтушник угорський
Жовтушник угорський (Erysimum hungaricum) — вид рослин із родини капустяних (Brassicaceae), ендемік Карпат.

## Біоморфологічна характеристика

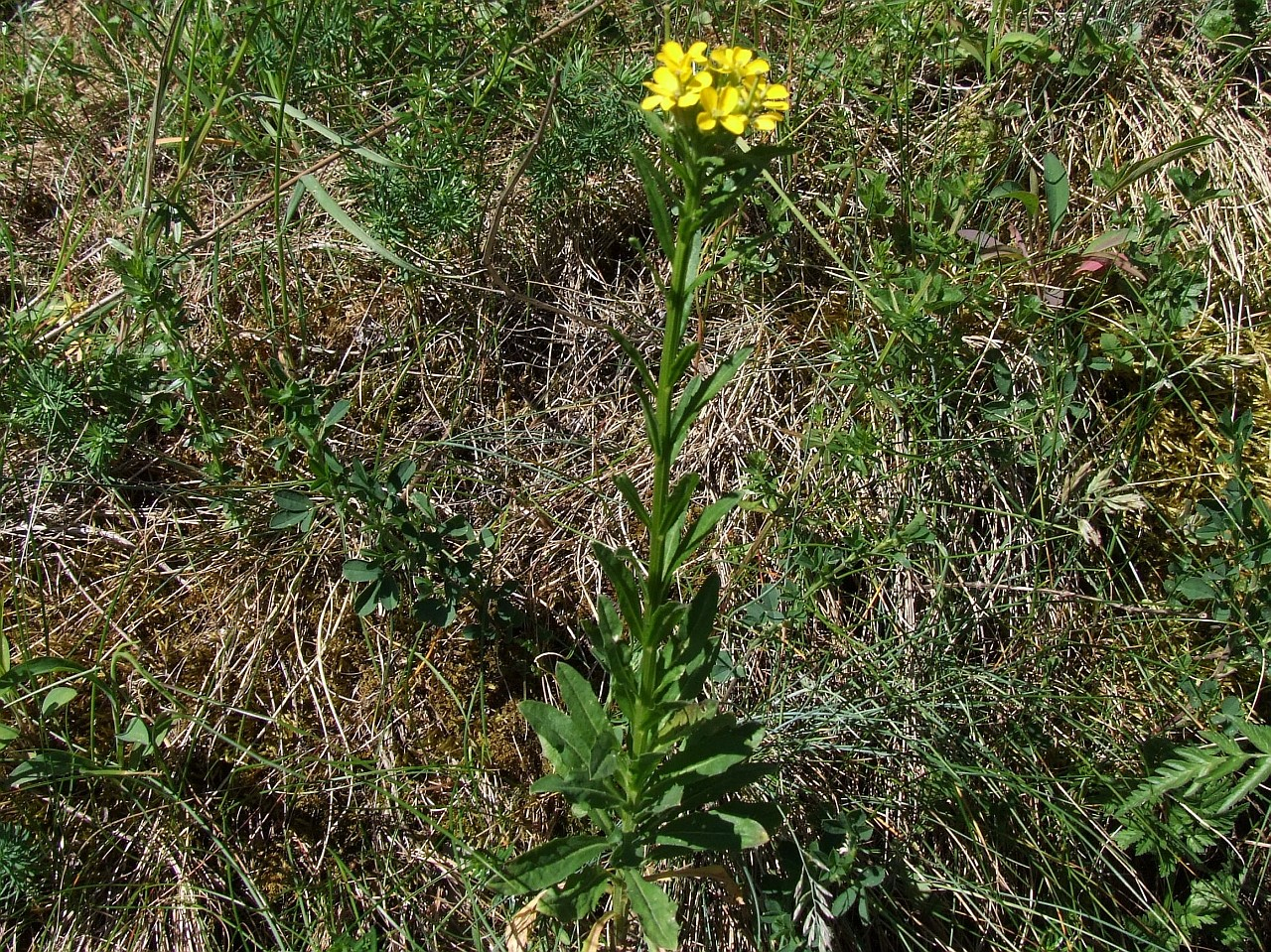

Це дворічна чи багаторічна трава. Стебла кутасті, нещільно листяні, 40–120 см заввишки. Пелюстки золотаво-жовті, 8–10.5 мм завдовжки, біля основи округлі. Стручки численні, 4-кутні, 45–95 × 1.2–1.8 мм, 2-колірні, вкриті зірчастими дрібними волосками, сіро-зелені, з майже голими зеленими стулками. Насіння подовжене, еліптичне або яйцеподібне, верхівка з клиноподібним крилом, 1.9–2.5 × 0.7–1 мм; поверхня хвиляста, корицево-коричнева. 2n=48. Період цвітіння: травень і червень.

## Середовище проживання
Ендемік Карпат на територіях України, Австрії, Румунії, Польщі, Словаччини.
Населяє скелі й трав'янисті схили гір, росте на вапняних і доломітових ґрунтах.
В Україні росте на вапняках — у Чивчинських горах.

## Синоніми
Синоніми:
Erysimum pieninicum (Zapał.) Pawł.
Erysimum wahlenbergii (Asch. & Engl.) Borbás
Erysimum wahlenbergii Simonk.